# Liste des évêques de Cesena
Le diocèse de Cesena est un diocèse italien en Émilie-Romagne, avec siège à Cesena. En 1986 le diocèse de Sarsina est ajouté et le diocèse s'appelle maintenant diocèse de Cesena-Sarsini, suffragant de l'archidiocèse de Ravenne. Le diocèse est fondé au Ier siècle.

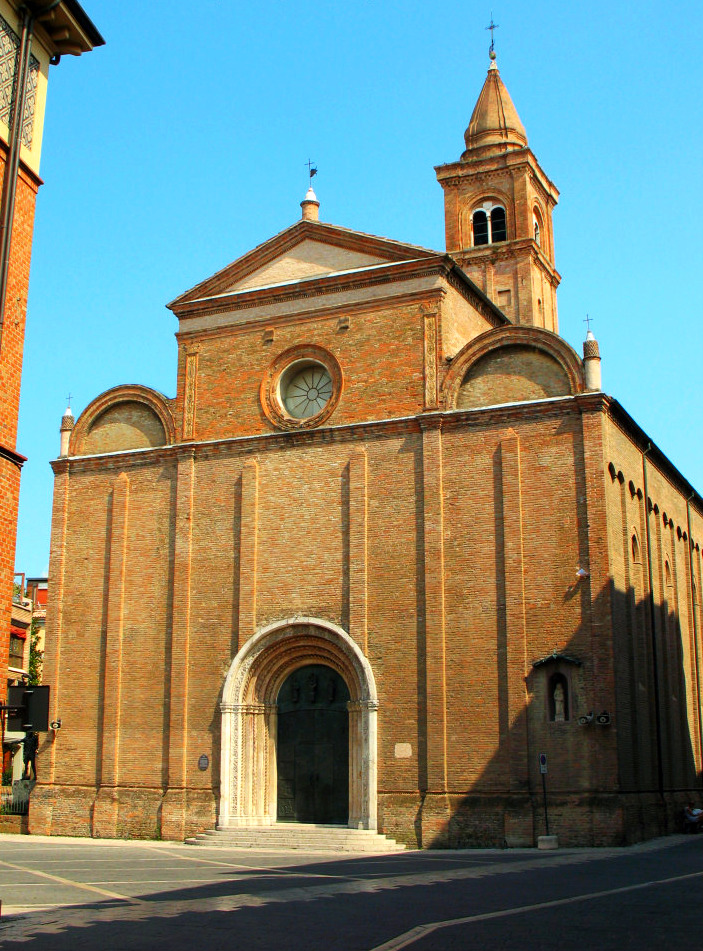
Cathédrale de Cesena

## Évêques de Cesena
- Philémon (?–92)
- Isidore (150)
- Ignace Ier (232)
- Florian (IIIe siècle)
- Natale Ier (334)
- Concordius Ier (350)
- Grégoire (361)
- Ignace II (403)
- Verano (Ve siècle)
- Flavian (465–499)
- Ignace III (vers 539)
- Sévère (vers 578–588)
- Floro Ier (588–589)
- Natale II (vers 590)
- Concordius II (603–vers 614)
- Maur Ier (VIIe siècle)
- Floro II (679)
- Costantino (690)
- Candido (702)
- Marcel (709)
- Claude (742)
- Antonio (769)
- Jean Ier (804)
- Romain (826)
- Floro III (858, 861)
- Pietro  (877)
- Saint Maur II (934 ?–946)
- Costanzo (après 946)
- Gonfredus (955)
- Duodo (Dodo, Odo) (967–973)
- Serge (998–1001)
- Marician (1016–1027)
- Jean II (1042–1053)
- Desiderio, OSB (mentionné en 1057)
- Gebizzo (1097)
- Ugo (1106)
- Benno (1123)
- Oddo Ier (1149–1155)
- Léonard Ier OCist (?–1185)
- Leto (1186–1204)
- Oddo II (1207–1232)
- Manzino (1232–1255)
- Michele OFM (1255–1262)
- Francesco OP (1263–?)
- Onerardo ou Everardo OP (1266–1274)
- Aimerico (1274–1290)
- Leonardo II (1291–1312)
- Giovanni delle Caminate (1313–1321)
- Gerardo (1323–1324)
- Tommaso dal Muro (1324–1326)
- Ambrogio OSA (1326–1332)
- Giovanni Battista Acciaiuoli (1332–1342)
- Bernardo de Martellini OSA (1342–1348)
- Guglielmo Mirogli OFM (1348–1358)
- Vitale OFM (1358–1363)
- Bencivenne (1363–1364)
- Lucio da Cagli (1364–1374)
- Giovanni Bertet (1374–1380)
- Luigi degli Aloisi (1376–?)
- Giacomo Ier (1379–?)
- Zenobio (1383)
- Giacomo II, OCarm (1391–?)
- Giovanni V (1394)
- Giacomo dei Saladini (?-1405)
- Gregorio Malesardi OP (1405–1419)
- Vittore OSA (1419–?)
- Paolo Sebantini (1425–?)
- Paolo Ferrante (1426–1431)
  - Agostino de Favaroni OSA (1431–1443) (administrateur apostolique)
- Antonio Malatesta (1433–1475)
- Domenico Camisati (1475–1475)
- Giovanni Venturelli (1475–1486)
- Pietro Menzi (1487–1504)
- Fazio Santoro (1504–1510)
- Cristoforo Spiriti (1510–1556)
- Giovanni Battista Spiriti (1556–1557)
- Odoardo Gualandi (1557–1587)
- Camillo Gualandi (1588–1609)
- Michelangelo Tonti (1609–1622)
- Francesco Sacrati (1622–1623)
- Lorenzo Campeggi (1623–1628)
- Pietro Bonaventura (1628–1653)
- Flaminio Marcellino (1655–1677)
- Giacomo Fantuzzi (1677–1678)
- Pietro Francesco Orsini di Gravina OP (1680–1686)
- Jan Kazimierz Denhoff (1687–1697)
- Giovanni Fontana (1697–1716)
- Marco Battaglini (1716–1717)
- Francesco Saverio Guicciardi (1718–1725)
- Giovanni Battista Orsi Or. (1725–1734)
- Guido Orselli (1734–1763)
- Francesco Aguselli (1763–1791) 
  - Sede Vacante (1791–1795)
- Carlo Antonio Giuseppe Bellisomi (1795–1808)
- Francesco Saverio Maria Felice Castiglioni (1816–1821)
- Antonio Maria Cadolini B (1822–1838)
- Innocenzo Castracane degli Antelminelli (1838–1848)
- Enrico Orfei (1848–1860)
- Vincenzo Moretti (1860–1867) 
  - Sede Vacante (1867–1871)
- Paolo Bentini (1871–1881)
- Giovanni Maria Strocchi (1882–1887)
- Alfonso Maria Vespignani (1888–1904)
- Giovanni Cazzani (it) (1904–1915)
- Fabio Berdini (1915–1926)
- Alfonso Archi (1927–1938)
- Beniamino Socche (it) (1939–1946)
- Vincenzo Gili (1946–1954)
- Giuseppe Amici (1955–1956)
- Augusto Gianfranceschi (1957–1977)
- Luigi Amaducci (1977–1986)

## Évêques de Cesena-Sarsina
- Luigi Amaducci (1986–1990)
- Lino Esterino Garavaglia (it) OFM Cap (1991–2003)
- Antonio Lanfranchi (it) (2003–2010)
- Douglas Regattieri (it), depuis octobre (2010-2025)
- Antonio Giuseppe Caiazzo (it), depuis janvier 2025, archevêque ad personam